# Nyamé
Nyamé är i mytologin hos ashantifolket i Västafrika en gestalt som associerades med månen.
Nyamé beskrivs som en abstrakt varelse som både är mycket avlägsen och allestädes närvarande. Han tros verka på jorden genom en serie andra gudar.
Hos många av ashantifolkets grannar förekommer gudomligheter som är identiska med eller starkt påminner om Nyamé: till exempel nzambi hos lundafolket och nzamé hos andra bantugrupper i Kongobäckenet. En liknande gestalt i Zambia associeras istället med solen.